# Castronuevo de Esgueva (kommun)
Castronuevo de Esgueva är en kommun i Spanien.   Den ligger i provinsen Provincia de Valladolid och regionen Kastilien och Leon, i den centrala delen av landet, 160 km nordväst om huvudstaden Madrid. Antalet invånare är 378.